# Comuna Vîșhorodok, Lanivți
Vîșhorodok (în ucraineană Вишгородок) este o comună în raionul Lanivți, regiunea Ternopil, Ucraina, formată din satele Sokolivka și Vîșhorodok (reședința).

## Demografie
Componența lingvistică a comunei Vîșhorodok
     Ucraineană (99,67%)
     Alte limbi (0,33%)
Conform recensământului din 2001, majoritatea populației comunei Vîșhorodok era vorbitoare de ucraineană (99,67%), existând în minoritate și vorbitori de alte limbi.